# 1964年東京オリンピックのルーマニア選手団
1964年東京オリンピックのルーマニア選手団（1964ねんとうきょうオリンピックのルーマニアせんしゅだん）は、1964年10月10日から10月24日にかけて日本の首都東京で開催された1964年東京オリンピックのルーマニア選手団、およびその競技結果。

## 概要
今大会は金メダル2個、銀メダル4個、銅メダル6個の合計12個のメダルを獲得した。

## メダル
| メダル | 選手名             | 競技 | 種目       |
| ------ | ------------------ | ---- | ---------- |
| 金     | ヨランダ・バラシュ | 陸上 | 女子走高跳 |
| 金     | ミハエラ・ペネス   | 陸上 | 女子やり投 |
| 銅     | リア・マノリウ     | 陸上 | 女子円盤投 |